# Britisk Antarktis
Britisk Antarktis (engelsk: British Antarctic Territory el. BAT) er et britisk oversøisk territorium, der ligger i Antarktis. Området dækker den sektor af kontinentet Storbritannien gør krav, men territoriet er dog omfattet af Antarktistraktaten.
BAT dækker området fra Sydpolen til breddegraden ved 60° S mellem 20° W og 80° W. Territoriet blev formelt oprettet 3. marts 1962, men på grundlag af Storbritanniens krav fra 1908. Før 1962 udgjorde BAT tre selvstændige bilande til Falklandsøerne: Graham Land, Sydorkneyøerne og Sydshetlandsøerne. Arealet på fastlandet dækker i alt ca.1.395.000, mens Sydorkney og Sydshetland er på henholdsvis 622 km² og 3.687 km². BAT har ingen fastboende befolkning, men omkring 200 personer er udstationeret i området, primært i forskningsøjemed. Territoriet administreres direkte fra Storbritannien og forvaltes af en kommissær og en administrator i Foreign and Commonwealth Office. Områdets baser drives af British Antarctic Survey og andre videnskabelige organisationer.
Det britiske krav overlappes af både Chiles (Antártica Chilena) og Argentinas (Argentinsk Antarktis) antarktiske krav, ingen af disse territorialkrav på Antarktis er dog i henhold til Antarktistraktaten anerkendt af nogen anden stat.[kilde mangler]

## Historie
Storbritannien har siden 1833 opretholdt en permanent tilstedeværelse i det sydlige Atlanterhav, da kolonien på Falklandsøerne blev genetableret. I 1908 udvidede Storbritannien sit territorium ved at erklære suverænitet over hele det område der i dag udgøres af Britisk Antarktis samt Sydgeorgien og Sydsandwichøerne. BAT blev forvaltet som tre selvstændige bilande, Graham Land (fastlandet), Sydorkneyøerne og Sydshetlandsøerne, administreret fra Stanley af Falklandsøernes guvernør.
I 1943, midt under 2. verdenskrig, påbegyndte Storbritannien en militær operation, der blev kendt som Operation Tabarin. Formålet var at overvåge trafikken i Sydpolarhavet og indsamle meteorologisk information. Efter krigen blev dette projekt til det civile Falkland Islands Dependencies Survey, senere omdøbt til British Antarctic Survey (BAS), der i dag er ansvarlig for størsteparten at den britiske forskning i Antarktis.
Flere andre stater har senere også gjort krav på områder af Antarktis, derfor blev Antarktistraktaten indgået i 1959 med ikrafttræden i 1961. Den betød at hele regionen skulle demilitariseres og at hele kontinentet udelukkende kunne bruges til fredelige videnskabelige formål. Som følge af denne internationale traktat blev de tre britiske territorier slået sammen til ét. Traktaten betyder at de stater der har tiltrådt den ikke må gøre noget forsøg på at hævde deres egne territoriale krav, samt støtte eller benægte andre staters territorielle krav i Antarktis. Traktaten slår dog samtidig fast at staterne ikke har opgivet sine territoriale krav ved tiltrædelsen. Storbritannien har tiltrådt denne traktat.
Frankrig, Norge, New Zealand og Australien, der selv har territorialkrav på kontinentet, havde inden 1961 anerkendt det britiske krav.[kilde mangler]

## Geografi
Britisk Antarktis omfatter på fastlandet den Antarktiske halvø (Palmer Land og Graham Land) og Ronne Ice Shelf, Weddellshavet og øgrupperne Sydshetlandsøerne og Sydorkneyøerne.

## Forskning
British Antarctic Survey har oprettet tre permanent beboede forskningsstationer i territoriet:
- Halley
- Rothera
- Signy

En fjerde base, Faraday Research Station, blev opretholdt indtil 1996, hvor den blev overdraget til Ukraine. Den hedder nu Akademik Vernadsky Station. Dertil kommer to stationer der kun benyttes i sommerhalvåret: Fossil Bluff og Sky Blu.
En permanent bemandet biologisk forskningsstation på Bird Island, ved Sydgeorgien drives også af British Antarctic Survey.
Siden 1996 er den historiske base ved Port Lockroy på Goudier Island blevet drevet UK Antarctic Heritage Trust, den er bemandet i sommerhalvåret og besøges årligt af omkring 10.000 turister. Besøgscentret omfatter både et museum, souvenirbutik, postkontor og en pingvinkoloni.

## Eksterne link
- Chilean Sovereignity in Antarctica
- UK Foreign Office homepage
- British Antarctic Survey Arkiveret 2. januar 2011 hos  Wayback Machine

75°S 50°V / 75°S 50°V